# Jelizaweta Bryzhina
Jelizaweta Wiktoriwna Bryzhina (ukr. Єлізавета Вікторівна Бризгіна; ur. 28 listopada 1989 w Ługańsku) – ukraińska lekkoatletka specjalizująca się w biegach sprinterskich, brązowa medalistka igrzysk olimpijskich z Londynu (2012) w sztafecie 4 × 100 metrów.
Złota oraz srebrna medalistka mistrzostw Europy z Barcelony (2010), odpowiednio w sztafecie 4 × 100 metrów oraz biegu na 200 metrów. Mistrzyni Uniwersjady (2011) w sztafecie 4 × 100 metrów. Dwukrotnie brała udział w igrzyskach olimpijskich. W Londynie (2012) doszła do półfinału biegu na 200 metrów oraz zdobyła brązowy medal w sztafecie 4 × 100 metrów. W Rio de Janeiro (2016) odpadła w eliminacjach biegu na 200 metrów. Jest złotą medalistką olimpijskiego festiwalu młodzieży Europy (2005) w biegu na 100 metrów a także dwukrotną wicemistrzynią Europy juniorów (2007) w biegu na 200 metrów oraz sztafecie 4 × 100 metrów. Uczestniczyła w mistrzostwach świata, halowych mistrzostwach świata, mistrzostwach świata juniorów a także w halowych mistrzostwach Europy. Reprezentowała Ukrainę na drużynowych mistrzostwach Europy a także Europę w pucharze interkontynentalnym. Medalistka mistrzostw Ukrainy oraz halowych mistrzostw Ukrainy.
Podczas mistrzostw świata w Moskwie (2013) w jej organizmie wykryto zabroniony Masteron, przez co wyniki osiągnięte w rywalizacji na 200 metrów oraz sztafecie 4 × 100 metrów zostały anulowane. Dodatkowo została zawieszono w startach na dwa lata (do 27 sierpnia 2015). Wyniki, które uzyskała w sztafetach 4 × 100 metrów podczas igrzysk olimpijskich w 2016 roku oraz drużynowych mistrzostw Europy w 2017 roku zostały anulowane z powodu wykrycia dopingu u jednej z uczestniczek tych sztafet, Ołesi Powch.
Pochodzi z rodziny związanej z lekkoatletyką. Jej matka Olha, posiada trzy złote oraz jeden srebrny medal igrzysk olimpijskich w biegu na 400 metrów oraz w sztafecie 4 × 400 metrów, wywalczone podczas igrzysk w Seulu (1988) oraz Barcelonie (1992). Ojciec, Wiktor, to złoty medalista igrzysk olimpijskich z Seulu w sztafecie 4 × 400 metrów. Siostra, Anastasija, to natomiast brązowa medalistka halowych mistrzostw Europy w sztafecie 4 × 400 metrów.

## Rezultaty
| Rok  | Impreza                                    | Miejsce            | Konkurencja        | Pozycja    | Wynik |
| ---- | ------------------------------------------ | ------------------ | ------------------ | ---------- | ----- |
| 2005 | Letni olimpijski festiwal młodzieży Europy | Lignano Sabbiadoro | bieg na 100 m      | 1. miejsce | 23,84 |
| 2007 | Mistrzostwa Europy juniorów                | Hengelo            | bieg na 200 m      | 2. miejsce | 23,66 |
| 2007 | Mistrzostwa Europy juniorów                | Hengelo            | sztafeta 4 × 100 m | 2. miejsce | 44,77 |
| 2008 | Mistrzostwa świata juniorów                | Bydgoszcz          | bieg na 100 m      | eliminacje | 12,21 |
| 2008 | Mistrzostwa świata juniorów                | Bydgoszcz          | bieg na 200 m      | eliminacje | 24,31 |
| 2009 | Halowe mistrzostwa Europy                  | Turyn              | bieg na 60 m       | eliminacje | 7,63  |
| 2009 | Superliga drużynowych mistrzostw Europy    | Leiria             | bieg na 200 m      | –          | DNF   |
| 2009 | Superliga drużynowych mistrzostw Europy    | Leiria             | sztafeta 4 × 100 m | 4. miejsce | 43,60 |
| 2009 | Mistrzostwa świata                         | Berlin             | bieg na 200 m      | –          | DNS   |
| 2010 | Superliga drużynowych mistrzostw Europy    | Bergen             | bieg na 200 m      | 1. miejsce | 22,71 |
| 2010 | Mistrzostwa Europy                         | Barcelona          | bieg na 200 m      | 2. miejsce | 22,44 |
| 2010 | Mistrzostwa Europy                         | Barcelona          | sztafeta 4 × 100 m | 1. miejsce | 42,29 |
| 2010 | Puchar interkontynentalny                  | Split              | bieg na 200 m      | 2. miejsce | 23,37 |
| 2010 | Puchar interkontynentalny                  | Split              | sztafeta 4 × 100 m | 2. miejsce | 43,77 |
| 2011 | Uniwersjada                                | Shenzhen           | bieg na 200 m      | 4. miejsce | 23,28 |
| 2011 | Uniwersjada                                | Shenzhen           | sztafeta 4 × 100 m | 1. miejsce | 43,33 |
| 2011 | Mistrzostwa świata                         | Daegu              | bieg na 200 m      | półfinał   | DNF   |
| 2012 | Halowe mistrzostwa świata                  | Stambuł            | sztafeta 4 × 400 m | –          | DQ    |
| 2012 | Igrzyska olimpijskie                       | Londyn             | bieg na 200 m      | półfinał   | 22,64 |
| 2012 | Igrzyska olimpijskie                       | Londyn             | sztafeta 4 × 100 m | 3. miejsce | 42,04 |
| 2013 | Mistrzostwa świata                         | Moskwa             | bieg na 200 m      | DSQ        | 22,87 |
| 2013 | Mistrzostwa świata                         | Moskwa             | sztafeta 4 × 100 m | DSQ        | 43,12 |
| 2015 | Światowe wojskowe igrzyska sportowe        | Mungyeong          | bieg na 200 m      | eliminacje | 24,42 |
| 2015 | Światowe wojskowe igrzyska sportowe        | Mungyeong          | sztafeta 4 × 100 m | 4. miejsce | 45,16 |
| 2016 | Mistrzostwa Europy                         | Amsterdam          | bieg na 200 m      | półfinał   | 23,64 |
| 2016 | Mistrzostwa Europy                         | Amsterdam          | sztafeta 4 × 100 m | 4. miejsce | 42,87 |
| 2016 | Igrzytska olimpijskie                      | Rio de Janeiro     | bieg na 200 m      | eliminacje | 23,28 |
| 2016 | Igrzytska olimpijskie                      | Rio de Janeiro     | sztafeta 4 × 100 m | DSQ        | 42,36 |
| 2017 | Superliga drużynowych mistrzostw Europy    | Lille              | sztafeta 4 × 100 m | DSQ        | 43,09 |
| 2017 | Mistrzostwa świata                         | Londyn             | sztafeta 4 × 100 m | eliminacje | 43,77 |
| 2018 | Mistrzostwa Europy                         | Berlin             | bieg na 200 m      | eliminacje | 24,21 |
| 2019 | Superliga drużynowych mistrzostw Europy    | Bydgoszcz          | bieg na 200 m      | eliminacje | 23,90 |

## Rekordy życiowe
- bieg na 100 metrów – 11,42 – Kirowohrad 25/05/2016
- bieg na 200 metrów – 22,44 – Barcelona 31/07/2010
- bieg na 60 metrów (hala) – 7,37 – Sumy 18/02/2009
- bieg na 200 metrów (hala) – 23,72 – Tallinn 04/02/2009
- bieg na 400 metrów (hala) – 52,67 – Sumy 16/02/2012